# Mitsuo Aida

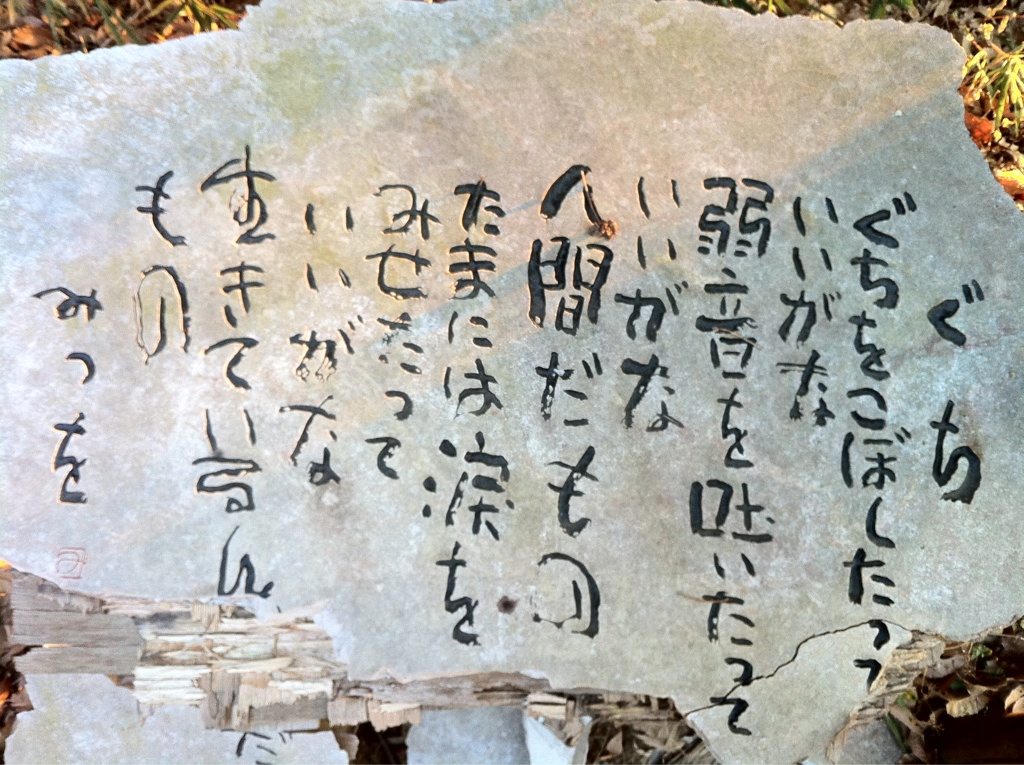
Un poema por Mitsuo Aida

Mitsuo Aida (相田みつを Aida Mitsuo,  20 de mayo de 1924 - 17 de diciembre de 1991) fue un poeta japonés y calígrafo conocido como El Poeta de zen. Su trabajo estuvo influido por el budismo zen y lo utilizó para sus conocidos trabajos, Ningen damono , Okagesan, e Inochi ippai .

## Primeros años
Aida nació en Ashikaga (Tochigi), Japón, el 1924. Desde una edad temprana mostró interés en la caligrafía y la poesía Waka en la que se caracterizó por un estilo original.  Estudió en el instituto Tochigi Prefectual Ashikaga. Después de su graduación empezó a estudiar poesía con Yamashita Mutsu y caligrafía con Iwasawa Kei-seki. Su trabajo fue influido por Michiaki Zheng, Takei Akira, y Kinono Kazuyoshi. En 1953, Aida se graduó en Kanto Junior College, una universidad privada en Tatebayashi, Gunma.
En 1954, Aida contrajo matrimonio con Hiraga Chie. Su hijo, Kazuto Aida, es el director del Mitsuo Aida Museum en Tokio.

## Carrera y legado
Los trabajos de Aida fueron bien conocidos después de la publicación de su libro, Ningen damono, en 1984.
A causa de una hemorragia cerebral, Aida falleció en Ashikaga, Tochigi, el año 1991. Poco después de su muerte, en 1996, el Mituso Aida Museum abrió en Ginza, un barrio de Tokio. En el 2003, el museo se trasladó al Foro Internacional de Tokio, un multi-centro de exposiciones. La colección de arte incluye aproximadamente 450 de los trabajos de caligrafía de Aida, y la fundación del museo organiza varios seminarios de sobre arte durante cada año en el país.
El ex primer ministro japonés Yoshihiko Noda es un protector de Aida. En un discurso previo a las elecciones del año 2011, el político nombró una cita de Aida: "La locha no tiene que imitar a los peces de colores.". Este comentario dejó alguna confusión sobre el significado de Noda entre sus seguidores, pero también consiguió un aumento en el número de visitantes al Mituso Aida Museum y un interés renovado en el trabajo de Aida.